# Aeroporto Internazionale di Luqa
L'Aeroporto Internazionale di Malta, noto con il nome commerciale di Malta International Airport (maltese: Ajruport Internazzjonali ta' Malta) è l'unico aeroporto dell'arcipelago maltese.
La struttura si trova nel territorio di Gudia, 5 km a sud della capitale La Valletta ed è hub della compagnia di bandiera maltese KM Malta Airlines e base della compagnia a basso costo Malta Air (gruppo Ryanair). Fino al 2015 è stato altresì l'hub della compagnia Fly Hermes.

## Strutture

### Terminal
L'aeroporto dispone di un unico terminal passeggeri, pienamente operativo dal 25 marzo 1992.
Precedentemente alla costruzione di questo terminal, vi era un altro terminal che dal 2020 viene utilizzato principalmente come terminal merci.
All'interno del terminal passeggeri sono presenti diversi servizi aeroportuali, tra cui negozi, ristoranti e diversi punti vendita, tutti gestiti in base a contratti di concessione. In aeroporto è presente una sala VIP, il Club La Valette.

### Stazione meteorologica
Il Malta Airport MetOffice fa parte dell'Aeroporto internazionale di Malta e svolge la funzione di servizio meteorologico nazionale a Malta. Sebbene principalmente al servizio dell'aviazione, la stazione è utilizzata anche per il settore pubblico. Tutte le apparecchiature, con l'eccezione del radar meteorologico Doppler, sono potenziate da stazioni meteorologiche automatiche, otto delle quali sono situate a Malta e Gozo. Presso l'aeroporto è anche presente un sistema di osservazione meteorologica di aerodromo.
Il MetOffice ottiene informazioni dall'Agencia Estatal de Meteorología di Madrid e dal Met Office del Regno Unito, oltre a disporre dei modelli meteorologici numerici forniti dal Centro europeo per le previsioni meteorologiche a medio termine di Reading, in Inghilterra.

## Trasporti
L'Aeroporto Internazionale di Malta è raggiungibile mediante gli autobus gestiti da Malta Public Transport che collegano lo scalo con varie località dell'isola.
Essi sono:
Linee Express e Tallinja Direct:
- X1 Malta International Airport-Marsa Park e Ride-Mater Dei-Pembroke Park e Ride-Salini-Xemxija-Mellieha-Ghadira-Cirkewwa (ogni 45 minuti).
- X2 Malta International Airport-Santa Lucija-Paola-Marsa Park e Ride-Mater Dei-St Julian's-Sliema-Gzira-Mater Dei-Marsa Park e Ride-Paola-Santa Lucija-Malta International Airport (ogni ora).
- X3 Malta International Airport-Santa Lucija-Paola-Marsa Park e Ride-Santa Venera-Birkirkara-Balzan-Attard-Rabat-Mosta-Burmarrad-Bugibba (ogni ora)
- X4 Valletta-Floriana-Marsa-Marsa Park e Ride-Luqa-Malta International Airport-Hal Far-Birzebbuga (ogni 20-30 minuti)
- TD2 Malta International Airport-St Julian's-Sliema-Malta International Airport (ogni 20-30 minuti)

Linee regolari:
- 117 Mater Dei-Marsa Park e Ride-Luqa-Malta International Airport-Kirkop-Safi-Zurrieq-Qrendi-Mqabba (ogni ora)
- 119 Malta International Airport-Hal Far-Birzebbugia-Marsaxlokk-Zejtun-Marsaskala (ogni ora)
- 135 Mater Dei-Marsa Park e Ride-Hal Farrug-Luqa-Malta International Airport-Gudja-Ghaxaq-Zejtun-Marsaskala (ogni ora)
- 201 Malta International Airport-Kirkop-Safi-Zurrieq-Blue Grotto-Hagar Qim-Siggiewi-Dingli-Rabat (ogni ora).

Presso l'adiacente complesso Skyparks, si trova la fermata Cintra, ove effettuano fermate le linee 71, 72, 73 e 218 (da e per Valletta, Zurrieq, Qrendi, Mqabba e l'ospedale Mater Dei). Inoltre, si può raggiungere lo scalo a piedi dalla vicina Gudja, la quale è collegata con le linee 88, 135 e 226